# Joan Soler i Mestres
Joan Soler i Mestres (Barcelona, 15 d'agost de 1797 - 5 de gener de 1863) fou un arquitecte català.
Fill del mestre d'obres Tomàs Soler i Ferrer i de Cecília Mestres, i net de Joan Soler i Faneca, mestre d'obres. Continuant la tradició familiar estudià per ser arquitecte. Estudià la carrera d'arquitectura a l'Escola del Principat de Catalunya entre 1817 i 1820, va obtenir el títol d'arquitecte a la Reial Acadèmia de Belles Arts de San Fernando el 1830. Fou perit en diverses ocasions per al Tribunal de la Real Audiència i arquitecte substitut de Reial Patrimoni a Barcelona des de 1831.
Va traçar plànols parcel·laris de diversos municipis de la província de Barcelona: Sants (1850 i 1851), Sant Joan Despí (1850), Cornellà de Llobregat (1852), l'Hospitalet de Llobregat (1851), Barcelona (1851), Mataró (1851), el Masnou (1852) i Olesa de Montserrat (185?).